# Cink (hangszer)
A cink vagy cornett (nem összetévesztendő a modern kornett nevű hangszerrel) fúvós hangszer, a tölcséres fúvókájú hangszerek családjába tartozik. Leggyakrabban fából készül, görbe szarv formájú, hanglyukakkal ellátott kürtféle. A Zink bizonyos német nyelvjárásokban kis állatszarvat jelent, (mint franciául a cornet); a magyar hangszerelnevezés ennek a német 'szarvacska' jelentésű szónak az átvétele. A cink tipikusan a 16.–17. század hangszere, de a késő középkorban is ismerték, s használata az egyházi és a kamarazenében a 19. század elejéig kimutatható.
A cink rendkívüli hangszer, átmenetet képez a fa- és rézfúvós hangszerek között. E szempontból párhuzamba állítható a szaxofonnal, csak míg annál egy „rézből készített fafúvóssal”, addig a cink esetében egy „fából készített rézfúvóssal” állunk szemben.

## Leírása
A cink általában fából, ritkábban fémből vagy elefántcsontból készült, fekete bőrrel bevont, egyszer, vagy többször hajlított, olykor hajlítás nélküli: egyenes. Furata fokozatosan táguló, kónikus, az elszűkülő végén vele egybeépített vagy különálló kis tölcséres fúvókája van. Külső keresztmetszete hat- vagy nyolcszögletű, néha kerek. A tölcséres fúvókájú hangszerekhez hasonlóan a hang a fúvókában születik, ahol az ajkak közt átpréselt levegő által rezgésbe hozott ajkak szolgáltatják az alaphangot, s ezt befolyásolja a zenész a rezgő levegőoszlop hosszának változtatásával. A mai rézfúvósoktól eltérően a cink fafúvós hangszerekre jellemző hanglyukakkal rendelkezik. A görbe változat általában (a zenész felől nézve) jobbra görbül, hogy a felső lyukakat kezelő bal, és az alsó lyukakon játszó jobb kéz egyaránt kényelmes helyzetben lehessen. Fordított kéztartású zenészeknek fordított görbületű hangszerek is készültek.

## A hangszercsalád

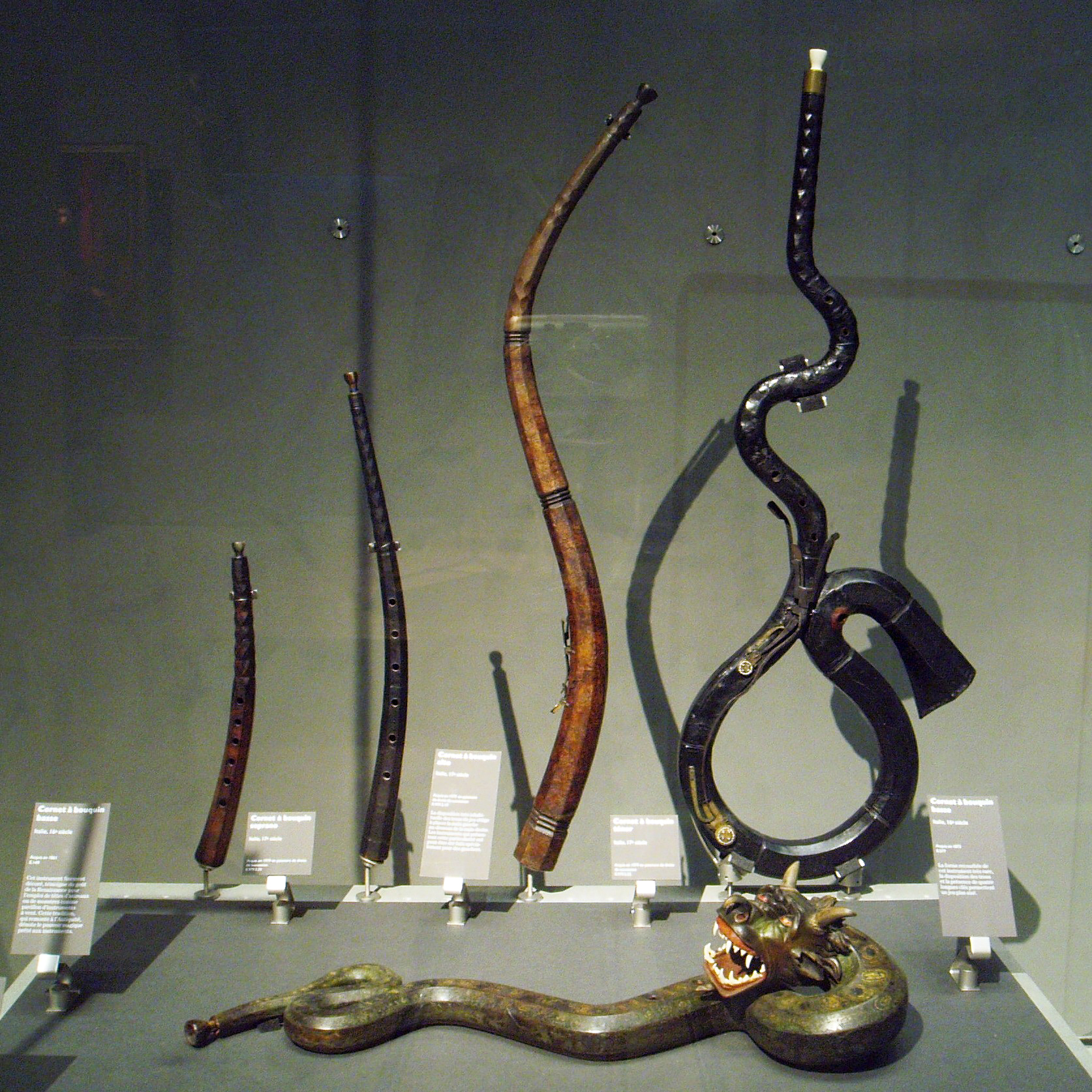
Balról jobbra: szoprán- (feltehetőleg kvart- vagy kvintcink), alt- (valóban alt, vagy egyszerű görbe cink), tenor- és basszus hangolású cink. Elöl basszuscink.

A cink hangszercsalád szabályos tagjai:
- Kvartcink, kvintcink: egyszer hajlítottak, hangterjedelmük két oktáv. Az előbbi d1, az utóbbi e1 alaphangolású (ang. cornettino). Az e-hangolás a 17. századra, a d-hangolás a 18. századra jellemző inkább.
- „Közönséges” görbe cink: egyszer hajlított, általában a, ritkábban g alaphanggal.
- Altcink: egyszer hajlított, vagy kígyóformájú, f hangolású.
- Tenorcink, nagycink: (ol. corno torto) S alakú, vagy kígyóformájú, néha sárkányfejjel díszítve, d hangolású, egy c kisujj-billentyűvel.
- Basszuscink: S alakú, vagy kígyóformájú, néha sárkányfejjel díszítve, G hangolású, egy F kisujj-billentyűvel, 130 cm hosszú. Elsősorban francia területen terjedt el.
- Kontrabasszus-cinknek tekinthető a szerpent, ennek alaphangja D.

A családba nem illeszkedő típusok:
- Egyenes cink, g vagy a, olykor f alaphanggal. Hangterjedelme a-c3, hossza kb 57 cm, nem borítja fekete bőr, világos, mint anyaga, a fa. Ennek egyik változata a:
- Halk cink (ném. Stillzink): hangszertesttel egybeépített fúvókája és nagyon szűk furata miatt lágyabb, halkabb hangú cink, szintén a vagy g, ritkán e (pl.: Heinrich Schütz előírásában), vagy d1alaphanggal. Kamarazenében halkabb hangú hangszerekkel (pl.: hegedű, fuvola, lant) is megszólalhatott, anélkül, hogy elnyomta volna azokat. Megszólaltatása különösen nehéz, ennek orvoslására született meg a:
- Nádfúvókás cink (ném. Rohrzink): alakja egy halk cinké, de itt a tölcséres fúvóka helyett duplanádas sípot fúj a zenész. Valójában egy különleges schalmeiről van szó. Megszólaltatása minden cinknél egyszerűbb, de a hangszín nem a trombitákéra, hanem az oboákéra emlékeztet.

Az egyenes, szoprán fekvésű hangszereket egy sárgaréz hangtölcsér által képesek voltak 16 centiméterrel meghosszabbítani, melyek ily módon alt hangtartományú hangszerekké mélyültek.

## Megszólaltatása

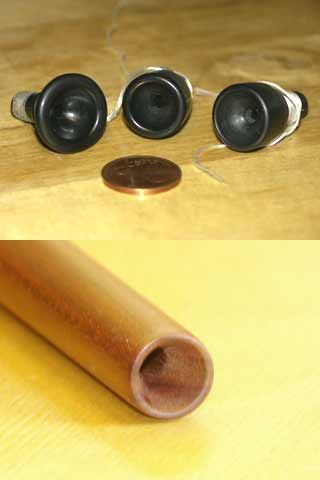
Fenn: cinkfúvókák, lenn: a halk cink hangszertesttel egybeépített fúvókarésze.

A cink megfújása a kis méretű fúvóka miatt nehézkes. Ez ma is a cink újra elterjedésének legfőbb gátja, és feltehetőleg ezért maradt alul a barokk folyamán a népszerűségi küzdelemben a trombitával, valamint másodsorban a többi virtuóz szoprán hangszerrel szemben (fuvola, hegedű). Ha a cinket nem elölről, az ajak középső részénél szorítják a szájhoz, hanem oldalt, ahol az ajkak vékonyabbak, könnyebb a hangszer megszólaltatása. A legtöbb ábrázoláson megfigyelhető az ilyen oldalsó tartás, bár egykor is, ma is akadnak cinkjátékosok, akik képesek középső tartású játékra. A napjainkban gyártott cinkek (replikák) esetében megjelentek a nagyobb, trombitáéra emlékeztető cinkfúvókák is, ezekkel könnyebb a játék ugyan, de általuk a cink hangja sötétebb, kevésbé kifejező lesz.
Jellemző a cink játékához szükséges zenészi ismeretekre, hogy a feljegyzések szerint a cinkjátékosok a trombitát és furulyát egyaránt alkalmazták váltóhangszerként. Napjaink cinkjátékosai is jobbára specializálódott trombitaművészek (Magyarországon többek közt Borsódy László és Winkler Balázs).
Bár hagyományos értelemben „rézfúvós” hangszerrel állunk szemben, a fa és a bőrborítás lággyá teszi a cink hangját, ami messziről a fejhangon éneklő vagy kasztrált férfi énekére emlékeztet. „Meghallva egy katedrális vagy akár kis kápolna énekeseinek hangjába vegyülve, olyan, mintha a Nap egy ragyogó sugárnyalábja szökkenne elő az árnyékból” – mondja róla Marin Mersenne zeneteoretikus 1636-ban.

## Története
A cink ősi rokonságban áll minden állatszarvból készített, összepréselt ajkak rezgése által megszólaltatott fúvóshangszerrel, például a legendai Lehel kürtjével, vagy a zsidó sófárral. Skandináviában kezdtek először állatszarvból készült kürtökre lyukakat fúrni a kora középkor vége felé: az így létrejövő változtatható hangmagasságú hangszer már a cink közvetlen elődjének tekinthető. 
A 11. század elejétől bukkan fel ábrázolásokon, a 16.–17. században volt a legelterjedtebb az egyházi és a kamarazenében, a 18. század folyamán tűnt el. Helyét a fuvolák vették át a szoprán szólam erősítésében, míg a szoprán hangfekvésű rézfúvósok közül a trombita lett egyeduralkodó.

## Felépítése
Görbe formája miatt belső üregét nem lehet fúrással elkészíteni, ehelyett két fél darabból faragják ki. Először a belső üreget készítik el úgy, hogy szélesedő, félkör keresztmetszetű vályúkat mélyítenek a két különálló fatömbbe olyan precizitással, hogy összeillesztés után szabályos kónikus furat alakul ki. A két darab összeragasztása után faragják ki a hangszer külső formáját, majd pergamenszerű bőrrel tekerik körbe, hogy tartósabb legyen. A hanglyukak ezután készülnek el, átütve a fát és a bőrt is. Fúvókája szaruból, keményfából vagy fémből lehet.

## Zene cinkre
A reneszánsz zenében a cinkek gyakran szerepeltek consortban harsonákkal, templomi kórusok hangzásának megerősítésére. Ilyenkor a cinkek a szopránnal, a harsonák pedig a többi szólammal játszottak együtt (unisono). Számuk általában kettő volt, míg alt-, tenor- és basszusharsonából csak 1-1 volt a consort tagja. Természetesen előfordulhattak harsonák helyett a cink hangszercsaládjának alt, tenor és basszus tagjai is. Ilyen módon használta a cinket többek közt Giovanni Gabrieli.
A normál cink jobbára csak más rézfúvósokkal és duplanádas hangszerekkel szólt együtt. Mivel virtuóz szólóhangszernek alkalmas volt, bizonyos helyzetekben (nyílt téri zenében, toronyzenében, világi oratóriumokban) előszeretettel használták hegedű helyettesítésére. Ezzel szemben a halk cink és a nádfúvókás cink megszólhatott már hegedűkkel vagy akár furulyákkal is.
Még Johann Sebastian Bach és Georg Philipp Telemann is gyakran alkalmaztak kantátáikban cinket a kórus szoprán szólamával uniszónóban (pl.: BWV 28), sőt, néha szólószerepet is szántak neki (pl.: BWV 25). Scarlatti és Gluck operáiban is többször feltűnik (pl.: Gluck: Orfeusz és Euridiké 1762; a komponista szopránharsonát vagy cinket ír elő). Az 1700-as évek során egyre inkább elveszítette jelentőségét. Napjainkban a historikus zenét játszó együttesek fedezik fel újra.